# 巡按

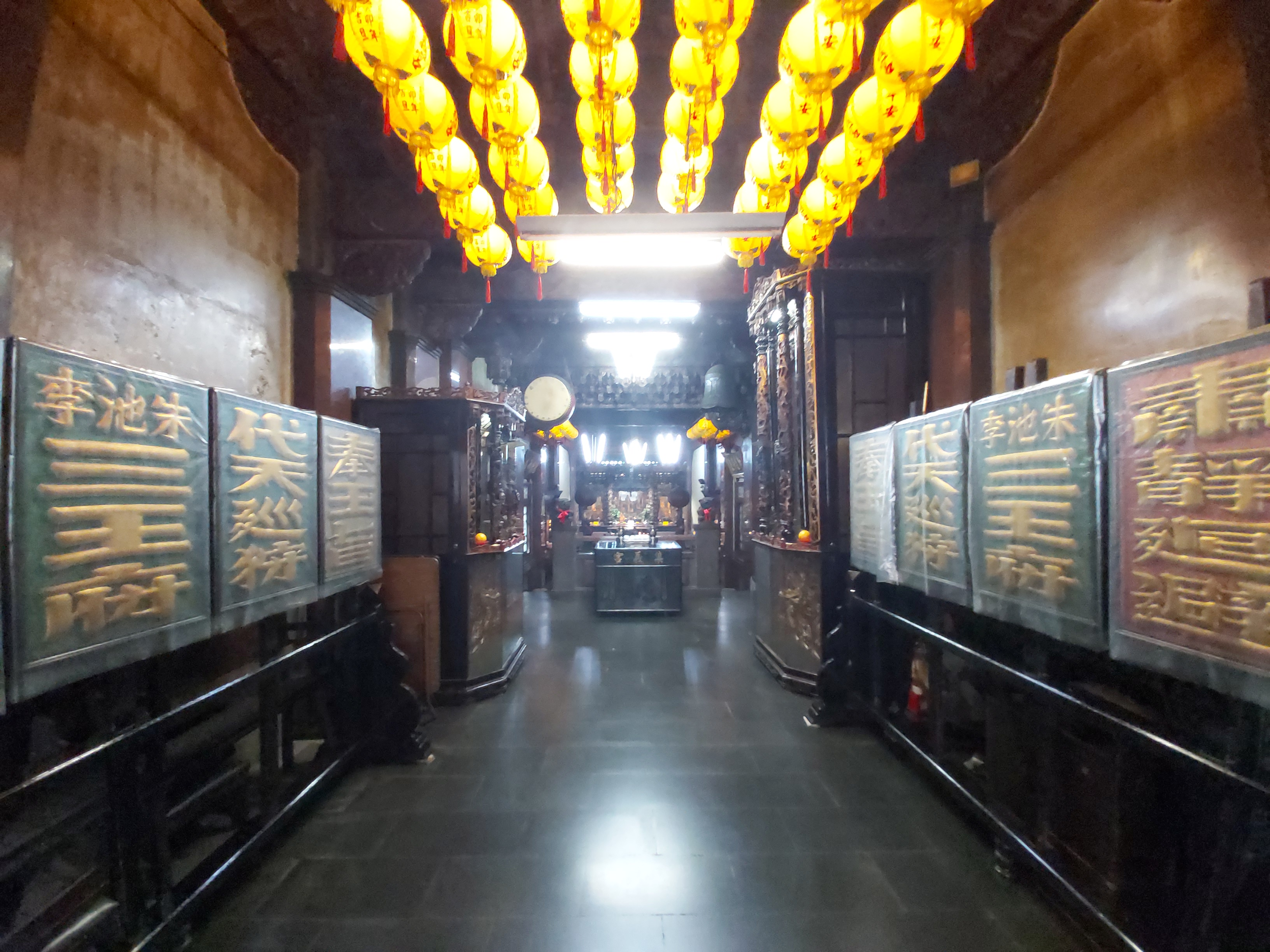
王爺廟中陳列的巡按執事牌

巡按，原本指巡行各地，按考視察。《新唐書》百官志：“監察御史十五人，正八品下，掌分察百僚，巡按州縣。”
巡按是明、清職官名，全稱是巡按御史，明成祖永樂年間，派遣御史至各地巡視政情，稱「巡按御史」，簡稱巡按，職權似漢朝之刺史。《日知录》：“汉之刺史，犹今之巡按御史；魏晋以下之刺史，犹今之总督；隋以后之刺史，犹今之知府、及直隶知州也。”
明代之巡按御史由监察御史中选出，最先由都察院挑选出两名候选人，再由皇帝钦点並重點面談。每年八月巡按出巡天下，除去路途时间，以一年为期限。许带书吏一名、人吏两名，必须同行，不许单独行动。官制七品，有“大事奏裁，小事立断”的特权，“察吏安民之效，已见于二三百年者也。”
清初沿用明制，但巡按御史均系汉人担任，满人與蒙古人未能介入，多受滿人權貴質疑。又“多受屬員獻媚，參劾無聞”，是以屢有興廢。順治十八年（1661），永久廢除巡按御史制度，這使得地方权力制衡的架构被打破，总督、巡抚權勢趁機坐大。康雍乾时期，屡有臣僚奏请恢复巡按制度。清政府則通过密折制，试图弥补巡按御史废除后地方大吏监督缺失的负面影响，但終究是皇帝一人難敵全國性貪腐。乾隆中期以来，地方连续发生侵贪大案，督抚以欺蒙为能，礼部侍郎尹壮图上疏称“各省督抚声名狼藉，吏治废弛”，如甘肅冒賑案，牵涉总督、布政使及以下道、州、府、县官员113人，震动全国，案發時乾隆帝驚覺此案“竟無一人舉發陳奏”。伴随著康雍乾盛世的谢幕，巡按制度最终未能恢复，成为嘉道中衰的重要诱因。
巡按雅稱為按君、「代天巡狩」。《明史》：「巡按則代天子巡狩」，程登吉《幼學瓊林》：「代天巡狩，贊稱巡按」，「稱都堂曰大撫臺，稱巡按曰大柱史。」。“八府巡按”常见於小说。